# چوکیبامبا
چوکیبامبا (به اسپانیایی: Chuquibamba) یک شهرک در پرو است که در استان کوندسویوس واقع شده‌است. چوکیبامبا ۲٬۹۴۵ متر بالاتر از سطح دریا واقع شده‌است.